# Канджыга
Канджыга (кирг. Канжыга) — село в Сузакском районе Джалал-Абадской области Кыргызстана. Входит в состав Курманбекского айылного аймака.

## География
Село расположено в юго-восточной части области, к югу от реки Кёгарт, на расстоянии приблизительно 54 километров (по прямой) к северо-востоку от села Сузак, административного центра района. Абсолютная высота — 1743 метра над уровнем моря.

## Население
Согласно оценочным данным Национального статистического комитета Кыргызской Республики, численность населения села на начало 2023 года составляла 675 человек.
| год     | 2009 | 2014 | 2015 | 2020 | 2021 | 2023 |
| ------- | ---- | ---- | ---- | ---- | ---- | ---- |
| человек | 622  | 673  | 729  | 751  | 758  | 675  |